# Modes de fallada, efectes i anàlisi de diagnòstic
Anàlisi de modes, efectes i diagnòstic de fallada (FMEDA) és una tècnica d'anàlisi sistemàtica per obtenir taxes de fallada a nivell de subsistema/producte, modes de fallada i capacitat de diagnòstic. La tècnica FMEDA considera:
- Tots els components d'un disseny,
- La funcionalitat de cada component,
- Els modes de fallada de cada component,
- L'efecte del mode de fallada de cada component sobre la funcionalitat del producte,
- La capacitat de qualsevol diagnòstic automàtic per detectar la fallada,
- La força del disseny (desvaloració, factors de seguretat) i
- El perfil operatiu (factors d'estrès ambiental).

Donada una base de dades de components calibrada amb dades de fallada de camp que sigui raonablement precises, el mètode pot predir la taxa de fallada a nivell de producte i les dades del mode de fallada per a una aplicació determinada. S'ha demostrat que les prediccions són més precises que l'anàlisi de devolució de la garantia de camp o fins i tot l'anàlisi típica de fallades de camp, ja que aquests mètodes depenen d'informes que normalment no tenen prou informació detallada en els registres de fallades.
L'abstract d'un informe FMEDA normalment esmenta la fracció de fallada segura (taxa de fallades que no són perilloses ni no detectades sobre la taxa total) i la cobertura de diagnòstic (taxa de fallades perilloses detectades sobre la taxa de totes les fallades perilloses). Cada terme es defineix de manera equivalent en ambdues normes, IEC 61508 i ISO 13849.

## Antecedents
Una anàlisi de modes i efectes de fallada, FMEA, és una anàlisi qualitativa estructurada d'un sistema, subsistema, procés, disseny o funció per identificar possibles modes de fallada, les seves causes i els seus efectes en el funcionament (del sistema). El concepte i la pràctica de realitzar un FMEA ha existit d'alguna manera des dels anys 60. La pràctica es va formalitzar per primera vegada a la dècada de 1970 amb el desenvolupament de la MIL-STD-1629/1629A dels EUA. A les primeres pràctiques, el seu ús es limitava a aplicacions i indústries seleccionades on el cost de la fallada era particularment alt. Els beneficis principals eren avaluar qualitativament la seguretat i la fiabilitat d'un sistema, determinar modes de fallada inacceptables, identificar possibles millores de disseny, planificar activitats de manteniment i ajudar a comprendre el funcionament del sistema en presència de possibles errors. Els modes de fallada, els efectes i l'anàlisi de criticitat (FMECA) es van introduir per abordar una barrera principal per a l'ús efectiu dels resultats detallats de FMEA mitjançant l'addició d'una mètrica de criticitat. Això va permetre als usuaris de l'anàlisi centrar-se ràpidament en els modes/efectes de fallada més importants en termes de risc. Això va permetre la priorització per impulsar millores basades en comparacions de costos i beneficis.

## Anàlisi del mode de fallada funcional[4]
També a principis dels anys 2000, John C. Grebe va afegir l'anàlisi del mode de fallada funcional al procés FMEDA. Als primers treballs de FMEDA, els modes de fallada dels components es van assignar directament a categories "segures" o "perilloses" segons IEC 61508. Això va ser relativament fàcil, ja que tot allò que no era "perillós" era "segur". Com que ara existeixen múltiples categories de mode d'error, l'assignació directa es va fer més difícil. A més, va quedar clar que l'assignació de categoria podria canviar si un producte s'utilitzava en aplicacions diferents. Amb l'assignació directa de la categoria del mode d'error durant el FMEDA, es requeria un nou FMEDA per a cada aplicació nova o cada variació d'ús. Sota l'enfocament del mode de fallada funcional, els modes de fallada funcional reals del producte s'identifiquen durant un FMEA. Durant el FMEDA detallat, cada mode de fallada de component està assignat a un mode de fallada funcional. Aleshores, els modes de fallada funcional es classifiquen segons el mode de fallada del producte en una aplicació concreta. Això elimina la necessitat d'un treball més detallat quan es considera una nova aplicació.

## Vida útil del producte
A mesura que es revisa cada component d'un producte, s'identifiquen aquells amb una vida útil relativament curta. Un exemple d'això és un condensador electrolític. Molts dissenys tenen una limitació de vida útil de 10 anys. Com que les taxes de fallada constants només són vàlides durant el període de vida útil, aquesta mètrica és valuosa per interpretar les limitacions dels resultats de FMEDA.